# Andesauridae
Los andesáuridos (Andesauridae, "lagartos de los Andes") es una familia de dinosaurios saurópodos que vivieron a mediados del período Cretácico, hace aproximadamente entre 99,6 y 93,5 millones de años, en el Cenomaniense, en lo que es hoy Sudamérica.

## Descripción

### Aspectos generales
Todos los Andesáuridos tenían el cuello y cola largas, a la vez también fueron grandes en tamaño. El Epachthosaurus tenía osteodermos similares a la del Saltasaurus, aunque un poco menos gruesos.

### Comparación con otros titanosaurios
Varias características plesiomórficas distinguen a Andesauridae como miembros basales de Titanosauria. Este clado fue definido como el contenedor de Andesaurus, Saltasaurus, su ancestro común más reciente y todos sus descendientes. Las plesiomorfias más importantes son las articulaciones entre las vértebras de la cola. En los titanosaurianos más derivados, las vértebras de la cola articulan en una juntura de tipo esférica, con una copa en la vértebra de anterior (vértebras caudales procoelas), pero en Andesaurus, ambos extremos de las vértebras (vértebras caudales amfiplanas), como se ve en la mayoría de los saurópodos no titanosaurianos.

## Sistemática
Por ahora solo se conocen dos géneros de esta familia, el Andesaurus y el Epachthosaurus.

### Taxonomía
Es posible que nuevos descubrimientos de titanosaurianos podrían ser clasificados como andesáuridos, pero por ahora solo están éstos géneros.

#### Familia Andesauridae
- Andesaurus
- Epachthosaurus